# Stagsden
Stagsden – wieś w Anglii, w hrabstwie ceremonialnym Bedfordshire, w dystrykcie (unitary authority) Bedford. Leży 8 km na zachód od centrum miasta Bedford i 76 km na północny zachód od centrum Londynu. Miejscowość liczy 354 mieszkańców.